# 玻利瓦爾 (紐約州村)
玻利瓦爾（英語：Bolivar）是位於美國紐約州亞利加尼縣的村。

## 人口
根據2020年美國人口普查的數據，玻利瓦爾的面積為2.06平方千米，皆為陸地。當地共有人口1010人，而人口密度為每平方千米490人。